# Даниелополу, Даниель
Даниэль Даниело́полу (рум. Daniel Danielopolu; 24 апреля 1884, Бухарест, Социалистическая Республика Румыния - апрель 1955, там же) — румынский физиолог и терапевт.

## Биография
Родился 24 апреля 1884 года в Бухаресте. Там же получил медицинское образование. С 1920 года стал профессором терапевтической клиники медицинского факультета Бухарестского университета. Принял участие в организации Медицинской академии (с 1949 по 1969 год — Секция медицинских наук Румынской академии наук) и Института биологических исследований (с 1949 года — Институт нормальной и патологической физиологии Румынской АН), работал в них с 1935 года. В 1949 году возглавил Институт нормальной и патологической физиологии.
Умер 29 апреля (по другим данным, 30 апреля) 1955 года в Бухаресте.

«Потом мы посетили медицинские учреждения. Больше всего мне понравился Даниелопулу (...) Оказался он обаятельным человеком, живым и остроумным, подвижным. Ему было уже около 70 лет, но дать ему их было нельзя; видно было, что он нравится женщинам, вокруг него в институте вился целый цветник хорошеньких румынок. В сущности, это был больше француз, чем румын (большую часть жизни жил в Париже)», — вспоминает А. Л. Мясников.

## Научные работы
Основные научные работы в области анатомо-физиологического исследования вегетативной нервной системы, нормальной и патологической физиологии кровообращения, фармакодинамики. Всеобщее признание получила разработанная им методика лечения сердечной недостаточности дробными дозами строфантина. Разработал концепцию неспецифической фармакодинамики и на её основе предложил ряд новых методов применения лекарственных препаратов.